# Lisa Owen
Lisa Owen (Xalapa, Veracruz, 8 de julio de 1965) es una actriz y guionista mexicana, que ha participado en varias series de televisión, películas y telenovelas. Entre las películas en las que ha actuado se encuentran Pilgrim, Los insólitos peces gato y La última y nos vamos. Entre las series en las que ha actuado se encuentran El señor de los cielos, Bienvenida realidad, Juana Inés y Capadocia.
Hizo su debut en Tiempo de filmoteca, en el año 1985. Como guionista ha escrito en cortometrajes, películas, entre otros.

## Filmografía

### Películas
- 27 (2020) - Mama Nuñez
- Mar de fondo (2020) - Tere
- Nuevo orden (2020) - Rebeca
- Museo (2018) - Sra. Nuñez
- El Complot Mongol (2018) - La Gringa Decapitada
- Eisenstein en Guanajuato (2015) - Mary Craig Sinclair
- Los insólitos peces gato (2013) - Martha
- Chicogrande (2010) - Janice
- A través del silencio (2010) - Sonia
- La última y nos vamos (2009) - Madre de Rodrigo
- El traspatio (2009) - Silvia
- Divina confusión (2008) - Hera
- High School Musical: El desafío (2008) - Madre de Luli y Fer
- En el punto de mira (2008) - Mujer americana
- Cuatro vidas (2007) - Enfermera #2
- Super Nacho (2006) - Madre de Nacho
- El misterio del Trinidad (2003) - Regina
- Pecado original (2001) - Margareta
- El segundo aire (2001) - Julia
- Pachito Rex: Me voy pero no del todo (2001)
- Pilgrim (2000) - Heidi
- Crisis (1998) - Mónica
- El asesinato (1997) - Mónica
- El amor de tu vida S.A. (1996) - Recepcionista
- Magnicidio (1995)
- Algunas nubes (1995) - Elisa Belascoaran Shayne
- Desiertos mares (1995) - Helena
- Una buena forma de morir (1994)
- Días de combate (1994) - Elisa
- Amorosos fantasmas (1994) - Elisa
- Minges Alley (1994)
- Intimidad (1991)
- Reportaje gráfico (1991)
- Morir en el golfo (1990) - Miss Williams (voz)

### Cortometraje
- Ponchada (1994)

### Televisión
- La historia de Juana (2024) - Participación especial
- Más allá de ti (2023) - Beth Harris[1]
- El secreto de la familia Greco (2022) - Marta Ochoa de Greco[2]
- Parientes a la fuerza (2021-2022) - Margarita Hernández de Jurado[3]
- S.O.Z: Soldados o Zombies (2021) - Senadora Jayne Lapsley[4]
- No fue mi culpa (Mexico) (2021) - Gloria[5]
- Madre solo hay dos (2021-2022) - Romelia[6]
- Historia de un Crimen: Colosio (2020) - Madre Superiora
- Juana Inés (2016) - Virreina Leonor Carreto de Toledo
- El Señor de los Cielos (2013-2023) - Doña Alba Vda. de Casillas[7]
- Capadocia (2010-2012) - Adriana Ponce
- Bienvenida realidad (2011) - Cristina Garza
- Persons Unknown (2010)
- Ladrón de corazones (2003) - Magdalena Tapia
- Demasiado corazón (1998)
- Tres veces Sofía (1998) - Mercedes Montemayor
- Tiempo de Filmoteca (1985)

## Escritora
- De jazmín en flor (cortometraje; 1996)